# Denis Žvegelj
Denis Žvegelj (ur. 24 czerwca 1972 w Jesenicach) – słoweński wioślarz. Brązowy medalista olimpijski z Barcelony.
Zawody w 1992 były jego pierwszymi igrzyskami olimpijskimi. Brąz wywalczył w dwójce bez sternika, partnerował mu Iztok Čop. Był to pierwszy medal olimpijski zdobyty przez sportowców reprezentujących niepodległą Słowenię. Dwukrotnie zostawał medalistą mistrzostw świata w tej konkurencji, po srebro sięgając w 1991 w barwach Jugosławii, po brąz w 1993